# 勧修寺晴豊
勧修寺 晴豊（かじゅうじ はるとよ / はれとよ）は、戦国時代から安土桃山時代の公家（公卿）。堂上家の勧修寺家（名家、藤原北家高藤流甘露寺支流）の14代当主。
父は13代当主・勧修寺晴右（晴秀）、母は粟屋元子（右京亮・粟屋元隆の女子）。子に勧修寺光豊・甘露寺経遠・伊達行源・坊城俊昌・阿部致康・鳳林承章・佐久間安政室がいる。また、兄弟姉妹には万里小路充房（万里小路輔房の養子）・日袖（立本寺住持）・正親町三条公仲室、そして誠仁親王妃で後陽成天皇生母となった勧修寺晴子（新上東門院）などがいる。
極位極官は従一位・権大納言、准大臣宣下を被り、薨去後に贈内大臣。牌所である近江・高島の幡岳寺の戒名は「清雲院殿義同三司孤月西円大居士」

## 生涯
天文13年（1544年）2月24日、勧修寺晴右の子として誕生。父と同じく、室町幕府の第12代将軍・足利義晴からの偏諱を受ける。
永禄8年（1565年）5月18日、晴豊は山科言継とともに、知恩寺の三好長逸、革堂の三好義継のもとを訪れた。
元亀3年（1572年）12月28日、参議・右大弁となる。
天正2年（1574年）3月28日、左大弁となる。
天正3年（1575年）8月、晴豊は勅使として越前に赴き、吉田兼右も同道し、17日に織田信長がいる北庄を訪れた。晴豊は越前一向一揆と戦う信長を見舞い、20日に帰洛した。
天正4年（1576年）5月11日、晴豊と甘露寺経元は勅使として、石山本願寺と対峙する信長のもとに赴いた。
6月6日、信長が石清水八幡宮から槙島を経て、妙覚寺に入ると、晴豊は近衛前久・信基父子、二条晴良・昭実父子ら公家衆と同寺を訪れ、対面した。
同月、南都伝奏を務めた父・晴右が興福寺別当の人事に介入したことで信長の怒りを買い、23日に蟄居を命じられると、晴右も父に連座した（天正4年興福寺別当相論）。だが、8月6日に赦免されている。
12月29日、権中納言となる。
天正6年（1578年）9月7日、賀茂伝奏を命じられる。
9月24日、信長が上洛すると、晴豊と甘露寺経元が立本寺に赴き、出迎えた。
11月4日、信長が朝廷を動かした結果、本願寺に対して信長と交渉するように正親町天皇の勅命が下されると、晴豊と庭田重保が本願寺に派遣された。
天正8年（1580年）3月1日、晴豊と庭田重保、さらには近衛前久が勅使として、本願寺に派遣され、佐久間信盛と松井友閑がこれに従った。その結果、閏3月に法主・顕如が勅命講和に応じ、石山合戦は終結した。
8月2日、本願寺に籠城していた教如が織田方に寺を明け渡し、紀伊雑賀に退去すると、晴豊は近衛前久や庭田重保とともに勅使として赴いた。だが、当日夜に本願寺は焼失した。
天正10年（1582年）4月25日、晴豊は京都所司代・村井貞勝の邸を訪れ、信長を征夷大将軍・太政大臣・関白のうちどれに任官するかの話し合いを行った（三職推任問題）。
5月29日、信長が毛利輝元討伐のために上洛すると、6月1日に晴豊と甘露寺経元はその上洛を祝うための勅使として、ほかの公家と共に本能寺を訪れた。翌2日、本能寺の変が発生し、信長は横死した。晴豊は変直後に見聞した二条新御所などの状況を記録している。
6月13日、羽柴秀吉が明智光秀を山崎の戦いで破ると、晴豊は戦いの後に光秀の女子の一人を保護している。
12月27日、権大納言となる。
天正13年（1585年）3月1日、公家衆が秀吉に参礼し、晴豊や今出川晴季、久我敦通、中山慶親は勅使として、秀吉に太刀を渡した。
天正16年（1588年）7月29日、毛利輝元が叔父の小早川隆景、従弟の吉川広家と共に豊臣秀長の邸に赴くと、秀吉も秀長邸に赴き、晴豊も今出川晴季、日野輝資、中山親綱ら公家衆、豊臣秀次や徳川家康、 織田信雄、宇喜多秀家、上杉景勝ら諸大名と相伴した。
天正18年（1590年）1月16日、晴豊は徳川秀忠のもとに礼に赴き、小袖1重を贈ると、1月19日に秀忠から晴豊に綿50把が贈られた。
1月21日、秀吉が能楽を見物するため、浅野長政のもとを訪れると、晴豊も今出川晴季、日野輝資ら公家衆、前田利家、施薬院全宗と相伴した。
2月13日、秀吉の嫡子・鶴松が初めて上洛すると、晴豊と今出川晴季がこれを三条で出迎えた。
慶長7年（1603年）12月8日、晴豊は薨去した。享年60（満58歳没）。

## 人物・評価
晴豊は武家伝奏を務め、織田信長や豊臣秀吉らと交流があった。その日記『晴豊公記』（晴豊記、日々記）は、信長や本能寺の変に関する記述も多く、史料価値が高い一級史料とみなされている。

## 系譜
- 父：勧修寺晴右（1523-1577）
- 母：粟屋元子 - 粟屋元隆の娘
- 妻：土御門有脩の娘
  - 男子：勧修寺光豊（1576-1612）
  - 次男：甘露寺経遠（1576-1602） - 甘露寺経元の養子
  - 四男：坊城俊昌（1582-1609） - 坊城俊名の養子
  - 五男：阿部致康（1585-1645）
  - 六男：鳳林承章（1593-1668）
- 生母不明の子女
  - 三男：伊達行源（?-1619）
  - 男子：松室重清[23]
  - 女子：佐久間安政継室